# 尤加奈
尤加奈（日语： Yukana，1975年1月6日—），日本女性聲優，千葉縣富津市人，O型血，所屬事務所為Sigma Seven。旧艺名为野上尤加奈（日语：／ Nogami Yukana），与其本名相同。
代表作為《小紅豆》野山紅玉、《庫洛魔法使》李莓鈴、《驚爆危機系列》泰蕾莎·泰絲塔羅莎、《光之美少女》雪城穗乃香、《Code Geass》C.C.等。

## 人物
- 本名野上ゆかな，出於「希望別人只叫後面的名字」的理由，因此省略野上而以ゆかな當作藝名。
- 主要演繹女性，範圍從幼年少女到成人女性都配過。極少為少年配音。
- 從《舞-HiME》開始常常為SUNRISE公司出品的動畫配音。

### 經歷
- 千葉縣立君津高等學校普通科畢業，慶應義塾大學法律系（通信教育課程）肄業。
- 1990年，高一的夏天加入ARTSVISION旗下的日本播音演技研究所。
- 1993年，作為高三生為OVA《裝甲兵天使》（MOLDIVER）的主角大宇宙未來配音。1995年，為《小紅豆》中的野山紅玉配音第一次在TV作品中作為主演。
- 1996年3月離開ARTSVISION，4月開入的音樂事務所IMADOKI也倒閉了，結果成為無職者。
- 1998年1月1日，成立個人事務所Salir。
- 1999年秋為了去紐約留學停止了活動，不過為了繼續為動畫進行事後配音，每月回一次日本。
- 2000年回國，加入了Sigma Seven。
- 2001年4月，將藝名變成原本只在音樂活動時使用的「ゆかな」。
- 在2004年通過在與本名陽子共同主演的《光之美少女》的雪城乃香一役獲得幼年層的人氣。这之后也参与了诸如《Code Geass反叛的魯路修》（主役C.C.）、《我家有個狐仙大人》（主役天狐空幻(女)）等作品的主要角色配音工作。

### 音樂
- 因為雙親均為合唱團的聲部領唱，所以在很小的時候就開始接受古典音樂發聲訓練，5歲開始彈鋼琴。升入中學後加入吹奏樂部開始演奏長笛。十分喜愛歌唱，在唱歌時會有一種「在音樂的海洋裡暢遊」的感覺。
- 曾在自己的出道作《MOLDIVER》中擔任主題歌的演唱者，後來也演唱了諸如OVA《青空少女隊》第二季的片尾曲，作為聲優組合“FRUIL”的其中一員演唱了《愛天使傳說》的主題歌與插入歌，還有《同班同學》第二季的片尾曲等等。也為自己所配音的角色演唱過許多角色歌。
- 1996年到1997年間，曾作為日本樂隊組合W's中的“YUKA”為樂隊的一周年限定活動而忙碌。在1998年，在音樂活動上與Absord Music Japan簽訂了專屬協議，在此期間根據協議的內容，以“ゆかな”的名義進行音樂活動。這也成了以後將自己的活動名統一成“ゆかな”的契機。
- 1998年末發表了個人專輯《yu ka na》之後，雖然也還在為配音角色演唱角色歌，但是以個人名義發表，並且全國發售級別的作品卻銷聲匿跡了10年。
- 2008年，在angela中的KATSU安排下，發布了個人專輯《Blooming Voices》
- 2009年2月19日，以yukana的名義參加了Chambers Records的混合專輯《桜の舞う頃に〜卒業アルバム第一楽章〜》，其中的原創曲目《卒業》由自己作詞作曲和演唱。

## 逸闻趣事
- 事务所网站上记载着的她的身高是160厘米。
- 有一个年龄相差一岁的妹妹。
- 在小学的文集里面曾经写道“将来想做的事情=药剂师”。理由是因为这是祖母没有做成的职业。
- 高中时候参加文艺部，但是社团房间并不是在屋内而是在屋外。经常带着咖啡豆和牛奶什么的与朋友们开茶话会。
- 小时候属于蜗居派，喜欢看广辞苑和六法全书什么的。甚至有一天在家对着电话簿看了一整天。后来描述说这是因为小时候体弱多病的缘故。
- 东日本大地震后以出演过的惊爆危机中的泰莎一角身份给灾民送去鼓励。[1]

### 兴趣爱好
- 喜欢料理。录音结束之后经常与共演声优或者工作人员一起，与大家分享自己带过来的点心。甚至在《MOLDIVER》最终话录音结束后带过来30多个自己制作的迷你泡芙。对和食很拿手。
- 自己是法国乐队“The Gipsy Kings（英语：Gipsy Kings）”的粉丝。喜欢的理由是“拥有跃动感的狂热”。其他喜爱的艺人还有阿根廷出生的女性英国歌手Marie-Claire D'Ubaldo（英语：Marie-Claire D'Ubaldo），还有美国歌星麦当娜和中森明菜等。
- 常为橫濱水手（Yokohama F·Marinos）职业足球俱乐部应援，大学时期曾参加室内五人制足球队。
- 爱车是红色的愛快羅密歐（Alfa·Romeo），同时自己也拥有大型摩托车的执照。

### MOLDIVER（モルダイバー）
- 据本人所述，在声优培训所的时候，常常放学后连更衣的时间都没有，就从高中出来穿着制服去上课。声优练习结束后就搭乘末班电车深夜回家。后期录音的时候一般也是制服。况且住处也与培训所离得比较远，所以每天很不容易。
- 据说出道作《MOLDIVER》中的主人公大宇宙未来是最辛苦的一个角色。由于是第一次，对什么都是一无所知，一直是一种连耳机插孔往哪儿插都不清楚，即兴台词也说不出来的状态。对于周围的声优都看作大神一般的存在。别人都能做到但自己却做不到，就这样结束了，自己感到很悔恨。
- 第一次后期录音的时候，由于太紧张差点站到麦克风的后面去，被其他共演声优和工作人员笑着提醒说“这样不就看不到显示屏了吗？”。

### 当上声优的契机
- 小时候体弱多病，甚至被医生说“有可能活不过20岁”。特别是在十岁的时候经历病情恶化，被告知“可能就剩几个月的生命了”。这段经历对ゆかな的人生观产生了很大影响。还是小学生的她却时常在考虑“想留下自己曾经在世界上存在过的证明”。自己曾经在接受采访的时候坦言，这成了自己选择艺人道路的很大原因。
- 原本自己有许多希望从事的职业，但是最想做的还是“不管失败也好还是成功也好，所有评价能够返回给自身”的工作。中学升学的时候，借着演舞台剧的契机，决定了自己将要做一名声优。但是，在跟双亲商量的时候，话才说到一半，就被强烈反对。最后以绝对不会影响学业为条件，总算是被允许了。在此之前，因为父母对于自己的病也付出了很多，自己对父母有愧歉，所以之前并没有很多次面对面地谈论过自己的要求，这算是人生第一次的任性了。说服了双亲后，为了不让自己学校成绩下落，在出道之初尽量减少自己的工作量。

### 交友关系
- 与同年龄的池泽春菜在事业初期就开始深交，在《银河少女警察》系列、《光之美少女》系列等作品中共同演出。并且于2006年结成“ゆかな*はるな”声优组合。
- 2008年6月15日（日本当地时间）放送的《咯咯咯的鬼太郎》第62话中合作时，二人的乐曲《Sweet Magic（Piano Solo 特别Version）》也被用在剧中演唱会里。这大概是池泽劝说工作人员的结果。ゆかな演的偶像AYA与池泽春菜演的妖怪共同演唱的一曲，也被作为友情的象征。
- 在与本名阳子共同演出《光之美少女》的W女主人公之后，以广播剧和见面会的嘉宾为契机，两人的关系越来越好。除此之外，也受到比自己小11岁的小清水亚美的仰慕，非常喜欢共同演出与一同吃饭，互相在对方博客上有过登场。
- 与年龄相近的椎名碧流和手塚ちはる在出道时候关系就很好，交往时间也很长。
- 与皆口裕子一同在《同班同学》中饰演母子而拥有很长的共演机会，两人的关系也好到了能够让对方在自宅过夜的程度。
- 在出道作里共同演出的天野由梨所属同一个事务所，据称天野就像ゆかな的妹妹一样被爱护着。
- 在《舞-HiME》中与中原麻衣共演，完结后的聚会末尾曾经哭着说“不想回去”，于是许多人在结束之后还开二次聚会甚至三次聚会。还有，与共演的三木真一郎彼此用昵称交流。

## 參與作品
※粗体为主要角色

### 電視動畫
1995年
- 愛天使傳說（谷間百合／天使莉莉）
- 同班同學（野山紅玉）
- 去吧！稻中桌球社（相馬紀子）
- 十二生肖爆烈戰士（人魚姬）
- 超時空要塞 7（千歲・リップル）
- 魔法陣天使（プリン）
- 飛虎奇兵（ニコレッタ）

1996年
- 鬼太郎 第4作（清瀧涼子）

1997年
- 學級王ヤマザキ（姬野きさき）
- CLAMP學園偵探團（櫻岡真奈美）

1998年
- 幸運女神（千里眼的覗見）
- 吸血姬美夕（モル）
- 庫洛魔法使（李莓鈴）
- 時空偵探（ヒミコ）
- DTエイトロン（ジェシカ）
- 春庭家の3人目（お母さん）
- 晴天小猪（春之妖精）
- 遊戲王（野阪美穗）

1999年
- 宇宙戰艦山本洋子（メオ・ニスのルブルム）
- 天使不設防!（鈴原夏海）
- 精灵宝可梦（ツバキ、ヒメカ）

2000年
- Sci-Fi HARRY（ジノリ）
- 真・女神轉生 惡魔之子（要未來）
- Da!Da!Da!（そうじくん）

2001年
- 犬夜叉（神無）
- 天使的尾巴（ウサギのミカ）
- 學校怪談（靜子）
- SAMURAI GIRL リアルバウトハイスクール（來宮ルミ）
- Da!Da!Da!（琦偉）
- 七虹香電擊作戰（スワンニー·クロニコワ）
- 怪兽家族（库伦）

2002年
- 水瓶戰記 Sign for Evolution（更夜、預告旁白）
- 聖石小子（雷娜）
- 鬼眼狂刀（朔夜）
- 十二國記（蓉可）
- Chobits（琴子）
- 馭龍少年（永遠冴香、リア）
- 迷糊天使（紫亞）
- 最終幻想：無限（ソモサン）
- 小公主優希（ミミー）
- 驚爆危機（泰蕾莎·泰絲塔羅莎）

2003年
- 自動機器人·鐵臂阿童木（ロクサーヌ）
- アソボット戰記五九（美女リーダー）
- Air Master（中ノ谷美奈）
- クラッシュギアNitro（アロラ・シャンディ）
- GAD GUARD（きらら）
- 機甲露寶（アリス・ベッカム、マリー尾藤）
- 天使的尾巴ChuChu!（ウサギのミカ）
- 驚爆危機? 校園篇（泰蕾莎·泰絲塔羅莎）
- 闇與帽子與書的旅人（ララ）
- 最後流亡（各集副標題旁白）

2004年
- 陰陽大戰記（上善寺桃子、柊法鈴）
- 今天是魔王（ウルリーケ）
- 蒼穹之戰神（遠見弓子）
- 偵探學園Q（遊裡）
- 光之美少女（雪城穗乃香/雪天使）
- 舞-HiME（風花真白、姬野二三）

2005年
- 今天是魔王II（ウルリーケ）
- 光之美少女 Max Heart（雪城穗乃香/雪天使）
- 黑貓（琳斯雷特·沃克）
- BLEACH（虎徹勇音）
- 驚爆危機 The Second Raid（泰蕾莎・泰絲塔羅莎）
- 舞-乙HiME（真白·布蘭·杜·溫德布倫）
- 名偵探柯南（田代）(第392-393話)
- 名偵探柯南（松中ゆりこ）(第437-438話)
- MÄR 魔法世界（メリロ）
- 魔法少女奈葉A's（ReinForce II）

2006年
- 幸運女神-各自的羽翼（千里眼的覗見）
- 怪 〜ayakashi〜（加世）
- 天使心（スゥチン）
- 童話槍手小紅帽（卡黛琪娜）
- 不平衡抽籤第2期（如月香澄）
- 蠟筆小新（モエミ）
- Code Geass 反叛的魯路修（C.C.、片頭旁白）
- SIMOUN（ドミヌーラ、エリー/エリフ）
- ZEGAPAIN -ゼーガペイン-（ミズキ、シン）
- 奏光之Strain（ロッティ・ゲラー）
- 數碼寶貝拯救者（拉拉獸/向日葵獸/丁香獸/高雅薔薇獸）
- 妖逆門（日野亞紀）

2007年
- 偶像大師 XENOGLOSSIA（リファ）
- Keroro軍曹（品野）
- 現視研2（如月香澄）
- 地獄少女 二籠（湯元百合江）
- Devil May Cry（大人パティ）
- 奔向地球（ジョミーのママ、レティシアのママ）
- 英雄時代（尼魯貝爾·涅佛）
- 神奇寶貝鑽石&珍珠（タマミ）
- Myself ; Yourself（若月冴子）
- 魔法少女奈葉StrikerS（ReinForce II、露琪諾·利廉）
- 名偵探柯南（水野薫子）
- 物怪（亞季）
- 怪-化貓-「海坊主」「化貓」（加世、野本千代）

2008年
- 今天是魔王III（ウルリーケ）
- 銀魂（中島未華子）
- 鬼太郎 第5作（AYA）
- Code Geass 反叛的魯路修 R2（C.C.、片頭旁白）
- 鶺鴒女神（風花）
- 絕對可憐CHILDREN（蕾見不二子）
- SOUL EATER（弓梓）
- 深淵傳奇 （提雅·葛蘭茲）
- 迷宮塔 ～烏魯克之盾～（莎秋芭絲）
- 十字架與吸血鬼（螢絲）
- 我家有個狐仙大人（天狐空幻-女）

2009年
- 犬夜叉 完結編（神無）
- KIDDY GiRL-AND（トロワジェイン）
- 空中秋千（ミドリ）
- 黑神（娜姆）
- 穿越宇宙的少女（獅子堂 高嶺）
- 迷宫塔 ～乌鲁克之剑～（莎秋芭丝）
- ねぎぼうずのあさたろう（#28 にんにくのおしの）
- Battle Spirits 少年突破马神（J的阿姨）
- 名偵探柯南（上宮桃子）

2010年
- 聖誕之吻SS（七咲 逢/七咲 郁夫）
- 無法掙脫的背叛（夕月（前世））
- 鶺鴒女神〜Pure Engagement〜（風花）

2011年
- IS〈Infinite Stratos〉（賽西莉亞·奧爾科特）
- STAR DRIVER 闪亮的塔科特（系·圓香）
- Dragon Crisis ～龍之界點～ （七尾 英理子）
- Battle Spirits Brave（アンジュ・ロシェ）
- 未來日記（野野坂真央）
- 名偵探柯南 （#602 土田有夏）
- 最後流亡-銀翼的飛夢-（迪安、標題旁白）

2012年
- 寵物反斗星（Spacey公主）
- 聖誕之吻SS+plus（七咲 逢）
- 男子高中生的日常（羽原）
- ONE PIECE（白星公主）
- FAIRY TAIL魔導少年 （星空之鍵篇-蜜雪兒）
- 冰菓（入須冬實）
- 圣斗士星矢Ω （双子座帕拉朵珂絲）
- CØDE:BREAKER（藤原寧寧音）

2013年
- THE UNLIMITED 兵部京介（蕾見不二子）
- 銀河機攻隊 莊嚴皇子（露迪艾爾）
- 現視研 第二代（大野加奈子）
- 八犬傳－東方八犬異聞－ 第2期（桔梗花）
- 機巧少女不會受傷（花柳齋硝子）
- IS〈Infinite Stratos〉2（赛西莉亚·奥尔科特）
- 蒼藍鋼鐵戰艦（金剛）
- 聖鬥士星矢（雙子座因特格拉）
- 海賊王（白星公主）
- 蒼翼默示錄Alter Memory（帝）

2014年
- 真 抓狂徵信社（奈奈）
- 電波少女與錢仙大人（小玉）
- CROSSANGE 天使與龍的輪舞（艾瑪、麗莎·蘭多格）

2015年
- 蒼穹之戰神 EXODUS（遠見弓子）
- 魔法少女奈葉ViVid（ReinForce II）
- 血界戰線（埃瑪·麥克白）
- 境界觸發者（黑江雙葉）
- GATE 奇幻自衛隊 在彼方的土地，如斯的戰鬥（幸原瑞樹）

2016年
- Divine Gate（系統語音、夢魔）

2017年
- 蠟筆小新（白井雪）
- 龙珠超（凯露、愷芙拉）
- 此花綺譚（花蒔姐）
- 如果有妹妹就好了。（神崎夕奈）

2018年
- 刀使之巫女（高津雪那）
- 庫洛魔法使 透明牌篇（李苺鈴）
- 擁抱！光之美少女（雪城穗乃香/雪天使）
- 鬼太郎6（魔女阿德爾）
- 驚爆危機！Invisible Victory（泰蕾莎·泰絲塔羅莎）
- 千緒的通學路（瀨戶山前輩）
- Free！-Dive to the Future-（松岡都）
- RELEASE THE SPYCE（拷問官）

2019年
- 天使降臨到我身邊！（白色莉莉）
- 平凡職業造就世界最強（密雷迪·萊森）
- 毛球剛次郎（貓女王）
- Radiant 虛空魔境 第2期（布狄卡女王）

2020年
- 地縛少年花子君（岬之階梯／野狐）
- 八男？別鬧了！（亞美莉·馮·邁巴赫）
- LISTENERS 聆聽者（莉莎）
- 魔物娘的醫生（克蘇魯·斯丘爾）
- 蠟筆小新（ビボー）

2021年
- 境界觸發者 2nd season（黑江雙葉）
- 數碼寶貝大冒險：（海天使獸）
- 更多！怪傑佐羅力（ガンホ）
- 数码宝贝幽灵游戏（修女兽·天蓝）

2022年
- 魯邦三世 PART6（琳花）
- 史上最強大魔王轉生為村民A（潔西卡／艾爾札德）
- 盛開的阿斯諾特莉亞 吸！（ソロー）
- 新來的女傭有點怪（司的母親）
- 4個人各自有著自己的秘密（占卜師）
- BLEACH 千年血戰篇（虎徹勇音）

2023年
- World Dai Star（特雷莎·格利贝尔）
- 勇者赫魯庫（魔女）
- 我喜歡的女孩忘記戴眼鏡（三重的母親）
- 放學後少年花子君（野狐）
- 逃走中 THE GREAT MISSION（西洞院凪）
- 希望之力～成年光之美少女'23～（雪城穗乃香／雪天使）

2024年
- 戰國妖狐（葛葉）
- 闇影詩章F（紅光〈涅克薩斯〉）
- 戰國妖狐 千魔混沌篇（葛葉）
- 【我推的孩子】 第2期（銀蓮花·蓮蓮）
- 夜櫻家大作戰（夜櫻蕾）

平凡職業造就世界最強S3 （密雷迪·萊森）
2025年
- 地縛少年花子君2（野狐）

### OVA
1993年
- 裝甲兵天使（大宇宙未來）〔出道作、第一次主演的作品、演唱主題曲〕

1994年
- 青空少女隊（下連雀ようこ）

1996年
- 鐵腕女警（早宮夏美）
- 特勤機甲隊・Project α（セルマ・シェーレ）

1998年
- 青色六號（紀之真弓）

1999年
- 銀河少女警察 The Animation（シルビア・ニムロッド）

2001年
- めだかの學校（貓子さん）

2006年
- FMP TSR OVA 戰隊長蠻閒的一天（泰蕾莎·泰絲塔羅莎）

2010年
- 聖誕之吻SS（七咲 逢）

2012年
- 聖誕之吻SS+ plus（七咲 逢）

2014年
- IS〈Infinite Stratos〉2 世界清除篇（賽西莉亞·奧爾科特）

2018年
- Free!－Dive to the Future－第0話（松岡都）

2022年
- 平凡職業造就世界最強S2 OVA第15話（密雷迪·萊森）

### 動畫電影
1995年
- 小紅豆（野山紅玉）

1996年
- X 劇場版（貓依讓刃）

1999年
- 庫洛魔法使劇場版：小櫻的香港之旅（李苺鈴）

2000年
- 庫洛魔法使劇場版：被封印的卡片（李苺鈴）

2002年
- 犬夜叉劇場版 鏡中的夢幻城（神無）

2005年
- 光之美少女電影版 Max Heart（雪城穗乃香/雪天使）
- 光之美少女電影版 Max Heart 2 雪空的朋友（雪城穗乃香/雪天使）
- 機動戰士Z GUNDAM II -戀人們-（村雨·鳳）

2008年
- BLEACH 漂靈：劇場版－鑽石星塵的反叛（虎徹勇音、陽）

2011年
- 光之美少女 All Stars DX3 傳達到未來！連結世界☆彩虹之花！（雪城穗乃香/雪天使）

2012年
- 魔法少女奈葉 The MOVIE 2nd A's（琳芙斯II）

2015年
- 蒼藍鋼鐵戰艦 DC（金剛）
- 蒼藍鋼鐵戰艦 -ARS NOVA- DC / Cadenza（金剛）
- 名侦探柯南：业火的向日葵（岸久美子）

2016年
- 加速世界 INFINITE BURST（梅丹佐）

2017年
- 魔法少女奈葉Reflection（琳芙斯II）
- 特別版 Free!-Take Your Marks-（松岡都）

2018年
- 魔法少女奈葉Detonation（琳芙斯II）
- 電影 擁抱！光之美少女♡光之美少女（ 雪城穗乃香/雪天使）

2019年
- Code Geass 復活的魯路修 （C.C.）
- 光之美少女 Miracle Universe（雪城穗乃香/雪天使）

2024年
- 劇場版物怪 唐傘（麥谷）
- Love Live! 虹咲學園學園偶像同好會 完結篇第1章（鍾嵐珠的媽媽）

2025年
- 劇場版物怪 第二章 火鼠（小夜）

### 網路動畫
2024年
- Fate/Grand Order 搞不懂的藤丸立香 第2期（葛飾北齋）

### 遊戲
- EHRGEIZ（クレア・アンダーソン）
- EXODUS Guilty Neos（アクア、リリーヌ）
- 華蘭虎龍学園 ぴゅあらぶ編（綾瀨加奈）
- 機神大作戰（月岡結衣）
- 機動戰士鋼彈 Climax U.C （村雨·鳳）
- SIMPLE2000系列 THE 裁判～新人司法官 桃田司的十個裁判檔案（桃田司）
- 召喚夜響曲2（ハサハ＆パッフェル）
- 召喚夜響曲3（ハサハ、パッフェル、比萨儿、俏比）
- 新 鬼武者 DAWN OF DREAMS（柳生十兵衛茜）
- ツインズストーリー きみにつたえたくて…（館野成美）
- 深淵傳奇（提雅‧葛兰兹）
- 誕生21 ～DEBUT 21～ （神崎アイ）
- 天外魔境 第四默示錄（キャンディ）
- 電腦戰機Virtual-On Marz（リリン・プラジナー）
- 真愛故事3（紺野遊季）
- 純愛手札 Girl's Side（有澤志穗）
- 特勤機甲隊2（セルマ・シェーレ）
- 最終幻想XII（ミュリン）
- 美少女夢工廠～夢幻妖精～（娘）
- 舞-HiME～運命の系統樹～（風花真白）
- 真名法典：真紅的聖痕（エオニス・ミラン）
- マネーアイドルエクスチェンジャー（高島あさひ）
- 鋼鐵天使3（惠）
- 銀河少女警察系列（シルビア・ニムロッド）
  - 銀河少女警察機構2086 (シルヴィア・ニムロッド)
  - 銀河少女警察ー Re-infoce (シルヴィア・ニムロッド)
  - 銀河少女警察ー The 3rd Planet (シルヴィア・ニムロッド)
- REMOTE CONTROL DANDY（美村美幸）
- L的季節（天羽碧）
- 鍊金術士艾莉（ルイーゼ・ローレンシウム）
- 双星物语2（爱尔温·德·穆普利亚）
- 魔法飛球 Pangya（Lucia）
- 聖誕之吻（七咲逢）
- 天神亂漫 Happy Go Lucky!!（市杵宍姬命）
- 永恆的盡頭（レベッカ）
- 蒼翼默示錄（ブレイブルー/BLAZBLUE)（帝）
- 英雄傳說 閃之軌跡（雪倫·克魯格）
- IS〈Infinite Stratos〉2 Ignition Hearts（賽西莉亞·奧爾科特）
- 夢幻之星ONLINE 2 (ファンタシースターオンライン2/phantasy star online 2)（スクナヒメ）
- 阴阳师（吸血姬）、（覺）
- 碧藍幻想（妮歐[十天衆]ニオ）
- Fate/Grand Order （葛飾北齋）
- 超级七龙珠群雄（愷兒、愷芙拉）
- Dragalia Lost ～失落的龍絆～（那姆、涅法莉耶、梅涅）
- 闪耀幻想曲（空）
- BLEACH: Brave Souls（虎徹勇音、陽）
- 七龍珠 異戰2（愷芙拉）
- 聖火降魔錄 英雄雲集（希薇雅）

2019年
- 寶可夢大師（茉莉）

2020年
- 魔法禁书目录 幻想收束（奈芙徒斯）
- 七龙珠 FighterZ（愷兒、愷芙拉）
- 少女前線（R93）

2021年
- 明日方舟（夕）
- 怪物彈珠（甘露）
- 蔚藍檔案（陽葵）

2023年
- 守望傳說（亞拉）
- 碧藍航線（怨仇）
- 無期迷途（雷温）

2024年
- 七龙珠 SPARKING! Zero（愷兒、愷芙拉）

### 廣播劇CD
- 那傢伙的大本命（伊集院艷子）
- 偶像大師XENOGLOSSIA系列（莉法）
  - 原創廣播劇vol.2『週間モンデンキント』
  - 原創廣播劇vol.3『週間アイドルマスター』
- 蒼藍鋼鐵戰艦 特別CD廣播劇 メンタルモデルも電気羊の夢を見るのではないか?（金剛）※YOUNG KING OURs 2014年2月號附錄
- 青空少女隊特別〜羽田、三鷹的道中（下連雀的母親、下連雀真子、下連雀優子、下連雀陽子、上連雀好子）
- 赤與燈皆有詭異 廣播劇CD（灯奈）
- 小紅豆同學！
- 飴色紅茶館歡談（犬飼芹穗）※漫畫第1卷 限定版廣播劇CD
- 穢翼的尤斯蒂婭廣播劇CD 1卷（第28代聖女伊雷努）
- 前世今生 1、2（美弓）
- IS〈Infinite Stratos〉 （'セシリア・オルコット）
- 無法掙脫的背叛（雪〈前世〉）
- 伊希歐之夢 廣播劇CD Vol.1・2（ルルイエ）
- 陰陽奇譚 〜あやかし義経記〜 其の一、其の二（楓）
- 陰陽大戰記 特別原聲帶 虎之卷（上善寺桃、柊のホリン）
- GUNSMITH CATS廣播劇CD（傑尼斯）
- Caraiki BUDDY系列（真鍋澄香、松岡涼子、坂木明日香、瑪麗耶爾）
- CANCAN BUNNY Extra 2、4（櫻澤香織）
- Crime Crackers 2 音頻、廣播劇（ウェンディ・ウィルキンソン）
- 黑薔薇愛麗絲（菊川梓 / 愛麗絲）
- 言祀巫女與言靈魔女（犬飼芹穗）
- Code Geass 反叛的魯路修 Sound Episode 1、3、4、5、6（C.C.）全6卷
- Sound Horizon 5th Story CD Roman（台詞 / M4、6、7）
  - Sound Horizon 6th Story CD Moira（台詞 / M1、2、4、5、7、9、10、12）
- 熱鬥少女（伊丹志乃）※漫畫第5卷 特裝版附錄CD
- 真·女神轉生 惡魔之子 角色檔案2 要未來（要未來）
- 抓狂徵信社 THE DRAMA CD（奈奈）
- 聖獸傳承 黑暗天使（日语：聖獣伝承ダークエンジェル）（色）
- セイント・バトラーズ 堇之大公與黑之家令（クリスティーナ・ヴァレット・ロッド・ブリー＝ロウズ）
- 楚楚可憐超能少女組 廣播劇 EPS.3rd 〜一意奮鬥!蕾見奶奶的絕對love×love教室〜（蕾見不二子）
- チキチキのわ〜る烈風伝!! ダブルキャスト（李麗芳）
- 有點可愛的女子高中拷問社〜Triangle Maidens〜（星野沙雪）
- dear 親愛的 A story of the next day（含羞草）
- 停電少女和羽蟲的管弦樂 第二樂章：宴（夜白）
- 深淵傳奇 系列（提雅·格蘭茲）
  - 深淵傳奇 Vol.1 - 4
  - 深淵傳奇 Episode 0
- 天狗陰陽道 牛若退魔錄之一 鋼鐵魔人（葛葉）
- 天地無用！廣播劇CD（火星公主）
- 電腦少女歌劇團 魔法陣都市vs聖獸傳承DARK ANGELvs電腦少女Compiler（色）
- 東京タブロイド（聖麻衣子）
- Dragon Crisis ～龍之界點～（七尾英理子）
- transistor teaset~電氣街路圖~（木場綠）
- 迷宮塔系列（夢魔）
  - 迷宮塔 ～the spoon of URUK～
  - 迷宮塔 ～the fork of URUK～
- 打工魔法師（珍妮佛）
- 方舟白書（鈴原美子）
- BASARA 〜謀略之城〜 戰國莎士比亞系列 第1彈（艷之方）
- BUD BOY CD劇場1 食花之花（田科英子、花精B）
- 嬉皮笑園（メディア）
- 薔薇的瑪利亞（莎菲妮亞）
- 迷糊天使角色歌CD「預感」（紫亞）
- 秘密戰隊V〜金色衝擊！寄生宇宙人怪物〜（志小城真奈美）
- 向姬神許願（テン）
- 冰菓Vol.1 （入須冬美）
- 夢幻之星 廣播劇CD&公式書（法爾）
- 光之美少女系列（'雪城穗乃香/雪天使'）
  - 光之美少女CD廣播劇系列〜ふたりでプリドラNo.1〜「ぶっちゃけお江戸でござる」
  - 光之美少女CD廣播劇系列〜ふたりでプリドラNo.2〜「マジしんどい!雪は招くよ嵐を呼んで」
  - 光之美少女 1st Year 角色歌&角色歌精選
  - 光之美少女 Max Heart 角色歌迷你專輯 雪城穗乃香 雪天使
- 黑貓（琳斯雷特·沃克）
- 風姬外傳 〜鎮花之風〜（真白之君·九尾妖狐·櫻子）
- 驚爆危機？校園篇DVD限定版特典 泰蕾莎·泰絲塔羅莎的艦長日記（泰蕾莎·泰絲塔羅莎）
- ヘッポコあんてぃ〜く（岩泉雫）
- 鋼之鍊金術師 咎人們的傷跡（莉娜）
- 星之聲RADIO EDITION（香織）
- 星之旋嵐·銀縺歌（森之宮千春）
- 魔法美少女 魔女之森的採集蘋果（魔宮明日美）※漫畫第7卷 特裝版附錄
- 魔法店舗カナルナ Magic.1（カナ）
- 魔法少女奈葉StrikerS Sound Stage 01-04（ReinForce II、露琪諾·利廉）
- 魔法少女奈葉StrikerS Sound Stage M4 10thSP（ReinForce II、「Megami MAGAZINE」2009年9月號附錄[Vol.112]）
- 舞-HiME 實録!『裏』風華學園史 第二章（風花真白、姫野二三）
- 舞-乙HiME ミス・マリアはみてた〜ガルデローベ裏日誌 Vol.1、Vol.2（真白·布蘭·德·溫德布羅姆）
- 舞-HiME★DESTINY 龍之巫女『過去與未來的羈絆』（真白公主、姬野二三、風花真白）
- MITSURUGI+α 廣播劇CD（姬宮京）※漫畫+『月刊COMIC RUSH』2009年3月號全員贈品
- 女神異聞錄（桐島英里子）
- 秋之回憶 Bridge（片倉文希）
- 銀河少女警察 イースタンメトロポリス事件檔案（シルビア・ニムロッド）
- LOVELESS（白石雪乃）
- leviathan 宣告終末之獸
- 狂野歷險2nd Ignition 原創廣播劇（提姆·拉姆雷斯）
- 我的大小姐（米莉雅姆·威爾森〈米莉〉）※和「女僕裝的大小姐篇」下卷同梱發售

### 廣播節目
- 野上尤加奈的想把微笑給你（鎌倉FM）
- ONGAKU NO MORI（FM富士）
- （大阪廣播：2000年10月－2002年10月）
- 新鬼武者計畫 赤鬼的內褲！青鬼的內褲！（大阪廣播：2005年4月2日－2006年4月1日）
- 尤加奈*春菜的甜蜜魔法（音泉：2006年1月18日－9月12日）
- 尤加奈*春菜 canary*lunar Market（音泉、BEWE：2006年9月28日特別節目、2006年10月5日－2008年3月20日）
- RADIO IS II（超!A&G+、Lantis Web Radio：2013年11月9日－11月23日）

### 旁白
- i したい（BS-i）
- 聖誕之吻SS片尾曲「水色戀愛」CM（七咲逢）
- INVITATION MOVIE（SKY PerfecTV!）
- （朝日電視台）
- 劇場DO（東京電視台）
- Disney Time（東京電視台）
- 現在馬上能用的豆知識 問答雜學王（朝日電視台）
- 超甜〜蜜（TBS）
- 月刊Newtype2008年2月號（電視廣告。角川書店）
- 週日午後五廣告（每日放送、JNN系列局。與千葉繁一起演出）
- 有點未來感的辦公室（BS Japan）
- 深淵傳奇（廣告.南夢宮）
- Test the Nation 不可思議之星與奇蹟之星 地球測驗 播放前SP 環遊地球當日來回之旅（朝日電視台）
- 豐田Prius（CM。豐田汽車）
- 無限邊疆超級機器人大戰OG 傳奇（CM.萬普）
- （富士電視台）
- S☆1・スパサカ（TBS）
- 週二綜藝「想要拯救這條生命！ 激錄！救命救急24時」（テレビ東京）
- 人志松本的○○話（富士電視台）
- 2010 世界盃 每日&每週精彩片段（2010年6月，TBS系列）
- Code Geass 亡國的AKITO（旁白、C.C.）

### CD
- 想給你微笑
- 異邦人（出道單曲・翻唱久保田早紀的作品）
- PATIO～有我的風景～
- all or nothing
- yu ka na
- DEBUT 21～デビュー21～ （神崎アイ5曲を含むヴォーカルアルバム）
- STEEL DREAM（DEBUT 21～デビュー21～のシングルCD）
- 迷糊天使角色CD「預感」（紫亞）
- 陰陽大戰記 特別原聲帶 虎之卷（上善寺桃子、柊法鈴）
- STRANGE+ THE DRAMA CD（奈奈）
- Phantasy Star 廣播劇CD＆FAN BOOK（ファル）
- （要ミライ）
- 魔法少女奈叶 The MOVIE 2nd A's 廣播劇CD Side-Y（琳芙斯II）
- 小紅豆主題單曲「小紅豆來了!」
- Album Blooming Voice (2008年10月29日)
- Sound Horizon 6th story Moira (幼年Elef)
- 恋はみずいろ (2010年7月1日) [ 聖誕之吻片尾曲 ]
- 魔法少女奈叶Reflection 廣播劇CD（琳芙斯II）

### 特攝
- 假面騎士OOO  Mezuru（メズール）(聲演)
- No.1戰隊豪獸者 帝加茱恩（テガジューン）(聲演)

### 其他
- 以Yukana名義為齋賀觀月的專輯提供詞曲。
- 參與SONG FOR TALES OF THE ABYSS中第9曲「譜歌～song by Tear～」
- ことのはの巫女とことだまの魔女と 限定版 內附廣播劇CD（犬飼芹穗）
- 電腦Figure ARis

## 外部連結
- 個人網站 （页面存档备份，存于）（日語）
- 個人網誌－From-yukana （页面存档备份，存于）（日語）
- 事務所公開簡歷 （页面存档备份，存于）（日語）
- StarChild ゆかな （页面存档备份，存于）（日語）